# Micromelalopha opertum
Micromelalopha opertum är en fjärilsart som beskrevs av Yuri A. Tshistjakov 1977. Micromelalopha opertum ingår i släktet Micromelalopha och familjen tandspinnare. Inga underarter finns listade i Catalogue of Life.